# Ismail Rama
Ismail Rama (geb. Ismail Kosova, 3. November 1935; gest. 8. April 2022) war ein albanischer Sportschütze.
Rama trat bei den Olympischen Sommerspielen 1972 in München an, als Albanien zum ersten Mal eine Delegation an Olympische Spiele schickte. Im Wettbewerb 50 m Kleinkaliber kam er auf Platz 22.
Rama, wie er sich im Sport nannte, hatte als einiger der wenigen der fünfköpfigen Olympia-Delegation internationale Erfahrung und hatte Albanien seit rund zehn Jahren an Wettkämpfen vertreten. Später war er Trainer bei seinem Verein „Dajti“. Er starb am 8. April 2022, im Alter von 86 Jahren.
1963 war er im kommunistischen Albanien mit dem Titel „Verdienter Sportmeister“ ausgezeichnet worden.